# Korytnica-kúpele

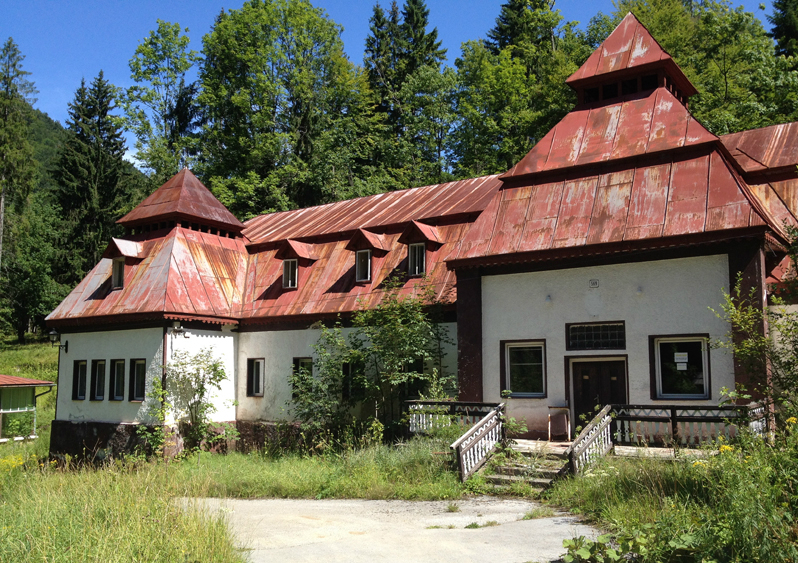
Kurort Korytnica im August 2012

Korytnica-kúpele ist ein Kurort in der mittelslowakischen Gemeinde Liptovská Osada. Er befindet sich im Westteil der Niederen Tatra am Hang des Bergs Prašivá im Tal des Baches Medokýš und liegt auf einer Höhe von 850 m n.m.

## Beschreibung und Geschichte

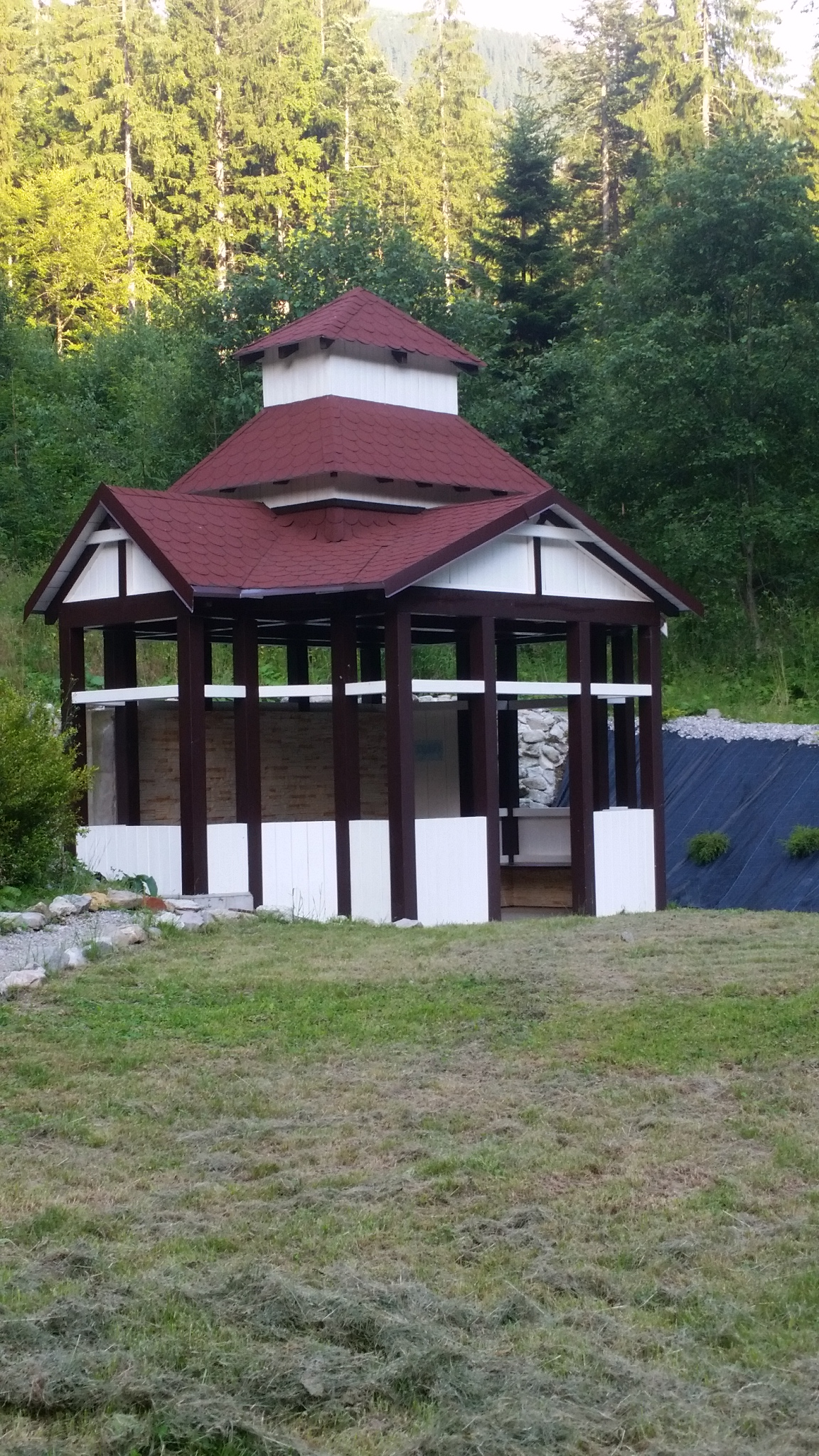
Eine der Quellen

Die eisensulfathaltigen Mineralquellen und die Eigentümer der Gegend lassen sich bis 1325 zurückverfolgen. Breitere Nutzung fanden die Quellen im 16. und 17. Jahrhundert, neben Einheimischen waren vor allem Mitglieder des niederen Adels oder Beamte des Herrschaftsgebietes von Likava Kurgäste. 1768 schlug der Präfekt Anton Pongrácz eine wissenschaftliche Untersuchung der königlichen Kammer vor. 1835 ließ Florián Collinassy ein Kurhaus errichten, nach Mitte des 19. Jahrhunderts entstand eine kleine Siedlung um das Bad. 1869 erwarb Dr. Siklóssy das Bad und gründete die 1. Ungarische Hydrotherapeutische AG. Im Bad wurden vor allem Magen-, Darm- und Lebererkrankungen behandelt, des Weiteren war das Mineralwasser in Flaschen abgefüllt im ganzen Königreich Ungarn erhältlich. Auch außerhalb Ungarns konnte sich das Mineralwasser von Korytnica einen Namen machen, so z. B. auf der Weltausstellung 1873 in Wien, weitere Auszeichnungen erhielt es in Triest, Budapest und sogar auf der Weltausstellung 1904 im US-amerikanischen St. Louis.
Unter Dr. Josef Ormay, seit 1873 Badearzt und 1885 Eigentümer, kam es zu einem Aufschwung des Bads, das auch reiche Gesellschaftsschichten besuchten, sodass 1896 mehr als 300 Gästezimmer zur Verfügung standen. Mit der Eröffnung der Schmalspurbahn Ružomberok–Korytnica (in Betrieb bis 1974) verbesserte sich die Verkehrsanbindung. Zwei Brände in den Jahren 1911 und 1921 sowie der Erste Weltkrieg führten zu finanziellen Schwierigkeiten, bis das Bad 1925, schon in der Tschechoslowakei, an Kornel Stodola und Ján Žuffa für zwei Millionen Kčs verkauft wurde. Bezüglich der Zusammensetzung und Qualität wurden die Quellen von Korytnica mit den Quellen von Vichy, Bath, Montecatini und Karlsbad verglichen, der Kurort musste allerdings 1936 seine Werbung als „slowakisches Karlsbad“ nach Einsprüchen einstellen. 1939 wurde das Bad verstaatlicht und jahrelang an die Ústredná sociálna poisťovńa (etwa: Zentrale Sozialversicherungsgesellschaft) verpachtet. In den 1960er Jahren gab es vier Kurhäuser mit 168 Betten.
1995 privatisierte die Regierung Vladimír Mečiar das Bad, der Betrieb konnte sich aber nicht lange halten und wurde 2003 gänzlich eingestellt. 2013 erwarb die Firma AMOS-SERVICES, s.r.o. die Abfüllanlage sowie Teile des Kurortareals und ließ anschließend fünf Mineralquellen – Vojtech I., Vojtech II., Žofia, Jozef und Anton – sanieren, sodass das Wasser von diesen Quellen wieder frei geholt werden kann. Alle weiteren Teile des Kurorts bleiben geschlossen und verfallen allmählich.